# Patrick Pilger
Patrick Pilger (* 17. August 1995 in Hall in Tirol) ist ein österreichischer American-Football-Spieler auf der Position des Linebackers.

## Werdegang
Pilger begann 2010 im Jugendbereich der Swarco Raiders in Innsbruck mit dem American Football. 2012 kam er in der ersten und zweiten Mannschaft der Raiders erstmals auf Herrenebene zum Einsatz. Mit der österreichischen U19-Nationalmannschaft wurde er 2013 in Köln Junioren-Europameister. Ein Jahr später stand er auch im Aufgebot für die Junioren-Weltmeisterschaft in Kuwait, die Österreich als Vierter abschloss. Seinen ersten Vereinstitel holte Pilger mit den Raiders in der AFL-Saison 2015, als sie die Austrian Bowl gewannen. In den folgenden Jahren folgten 2016, 2018, 2019 und 2021 vier weitere österreichische Staatsmeistertitel. Auch auf internationaler Ebene war er mit den Raiders erfolgreich. So gewannen sie dreimal den CEFL Bowl. 2018 war er zudem Teil der österreichischen Nationalmannschaft, die in Vantaa Vize-Europameister wurde.
Im März 2022 unterschrieb Pilger einen Vertrag für eine Saison bei den Raiders Tirol, die 2022 erstmals als Franchise in der European League of Football antraten. Nachdem er den Großteil seiner Karriere als Defensive Back gespielt hatte, war er nun Stammspieler als Strongside Linebacker. Die Saison war für Pilger aufgrund einer Verletzung vorzeitig beendet. Anfang Jänner 2023 gaben die Raiders bekannt, den Vertrag mit Pilger um eine weitere Saison verlängert zu haben.

## Erfolge
- Junioren-Europameister (2013)
- Österreichischer Staatsmeister (2015, 2016, 2018, 2019, 2021)
- Central European Football League Meister (2017, 2018, 2019)
- European Superfinal Meister (2018, 2019)
- Vize-Europameister (2018)

## Statistiken
| Jahr                            | Team          | Spiele | Starts | Tackles | Tackles | Tackles | Tackles | Tackles | Passverteidigung | Passverteidigung | Passverteidigung | Passverteidigung | Passverteidigung | Fumbles | Fumbles | Fumbles |
| Jahr                            | Team          | Spiele | Starts | Total   | Solo    | Ast     | TFL     | Sack    | INT              | Yds              | TD               | BrUp             | PD               | FF      | FR      | TD      |
| ------------------------------- | ------------- | ------ | ------ | ------- | ------- | ------- | ------- | ------- | ---------------- | ---------------- | ---------------- | ---------------- | ---------------- | ------- | ------- | ------- |
| European League of Football     |               |        |        |         |         |         |         |         |                  |                  |                  |                  |                  |         |         |         |
| 2022                            | Raiders Tirol | 9      | 9      | 26      | 10      | 16      | 1,5     | 1,0     | 1                | 23               | 0                | 2                | 3                | 0       | 0       | 0       |
| 2023                            | Raiders Tirol | 10     | 0      | 17      | 6       | 11      | 0,0     | 0,0     | 0                | 0                | 0                | 0                |                  | 0       | 0       | 0       |
| ELF Gesamt                      | ELF Gesamt    | 19     | 9      | 43      | 16      | 27      | 1,5     | 1,0     | 1                | 23               | 0                | 2                | 3                | 0       | 0       | 0       |
| Quellen: sportsmetrics.football |               |        |        |         |         |         |         |         |                  |                  |                  |                  |                  |         |         |         |

## Privates
Pilger ist der ältere Bruder des American-Football-Spielers Simon Pilger. Im Jahr 2015 absolvierte er seinen Grundwehrdienst im Bundesheer und war dabei Teil des Heeressportprogramms, das es ausgewählten Athleten ermöglicht, ein Jahr als Profisportler zu trainieren und zu leben.